# Tautenburg
Tautenburg ist eine Gemeinde im Norden des thüringischen Saale-Holzland-Kreises und Mitglied der Verwaltungsgemeinschaft Dornburg-Camburg.

## Lage

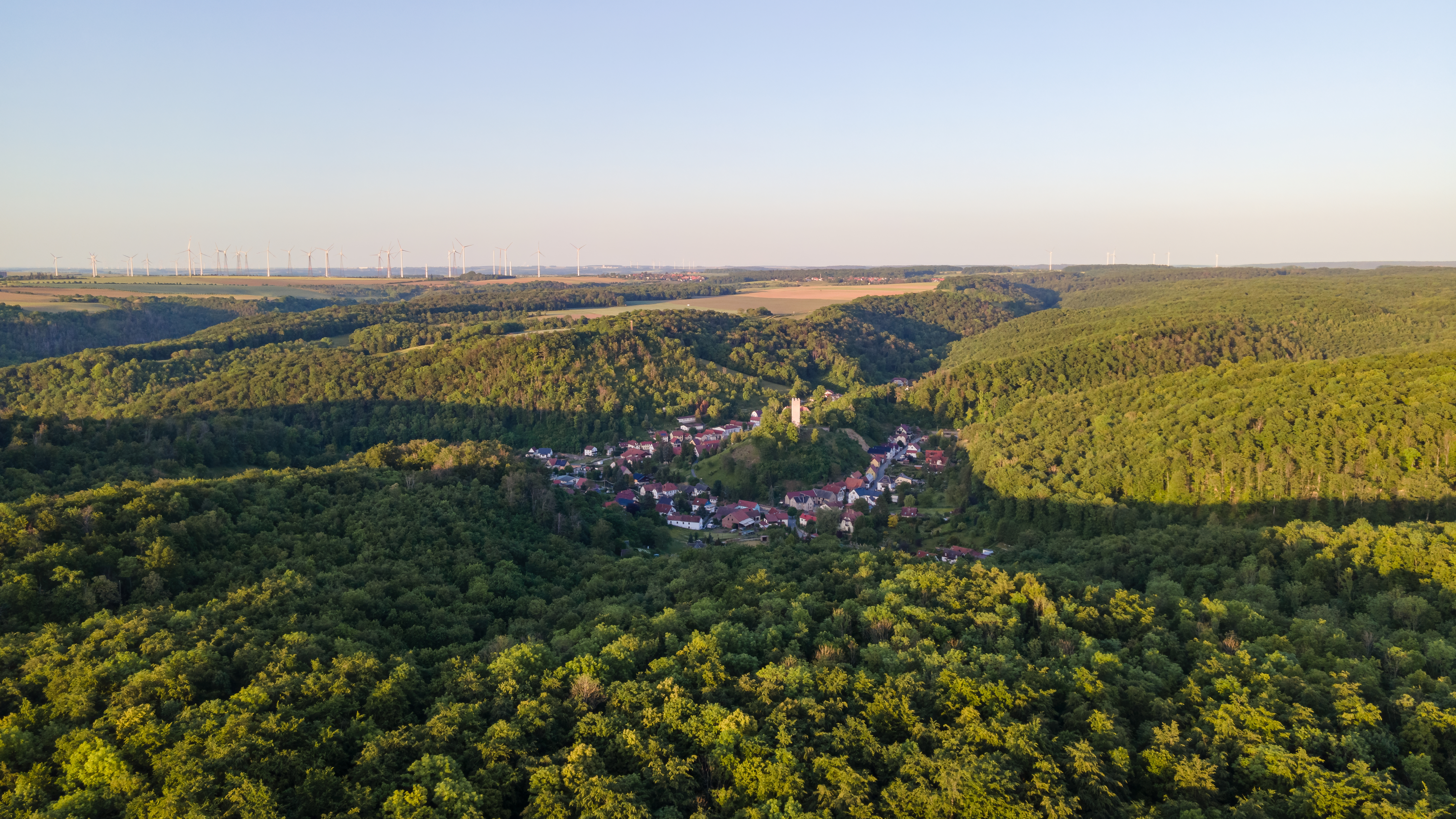
Luftbild Tautenburg, Blickrichtung Ostnordost (2023)

Tautenburg liegt verkehrsmäßig nahe Jena, Dornburg und Camburg an der Kreisstraße 152 (Stichstraße) mit Anschluss an die Landesstraße 2306. Geografisch befindet sich Tautenburg östlich der Saaleniederung mitten im Tautenburger Wald in einem den Burgberg hufeisenförmig umfassenden Nebental bei etwa 250 Meter über NN. Der Forst liegt etwa 100 Meter über der mittleren Höhe des Dorfes.

## Geschichte

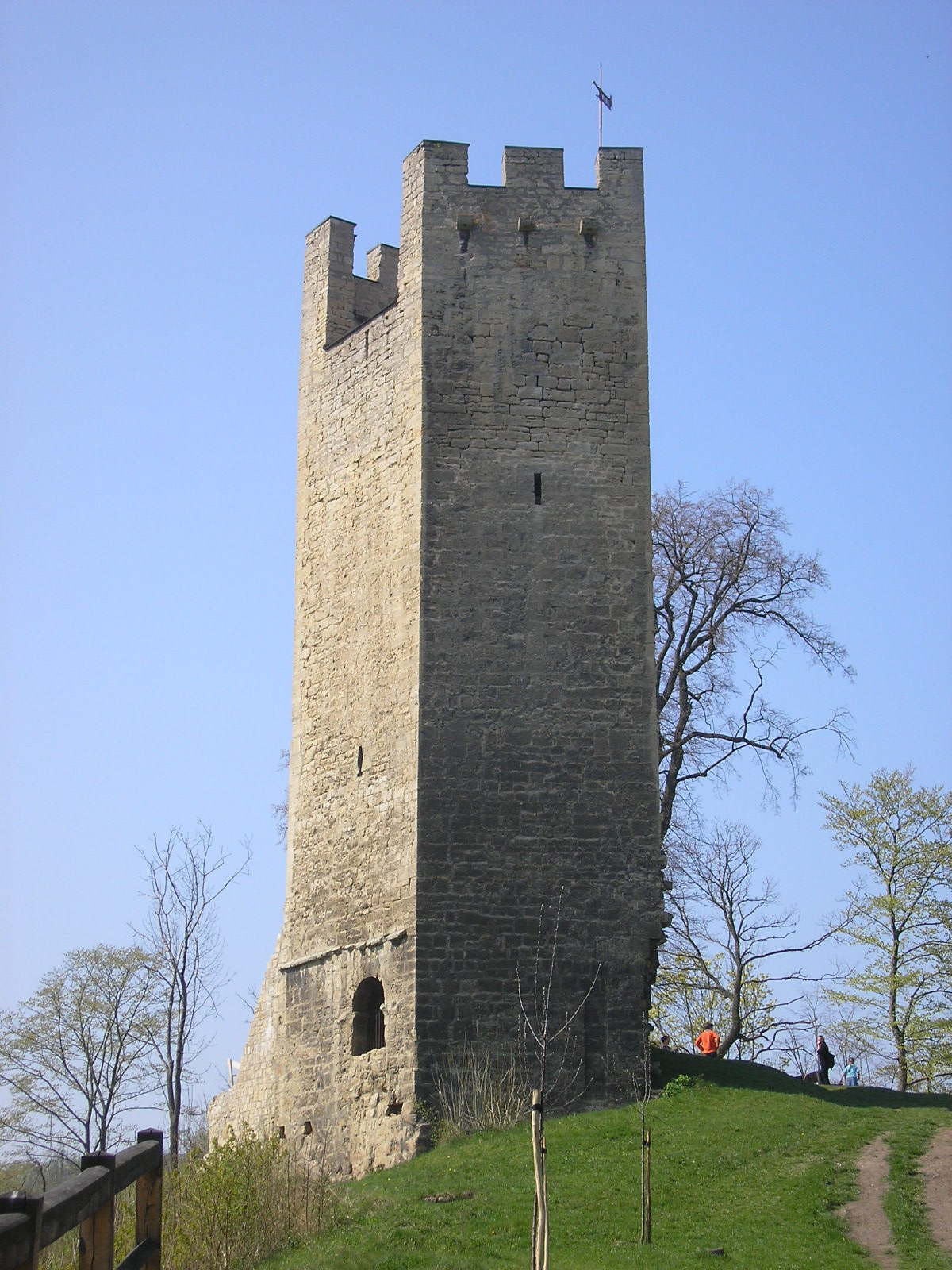
Der Turm der Ruine Tautenburg

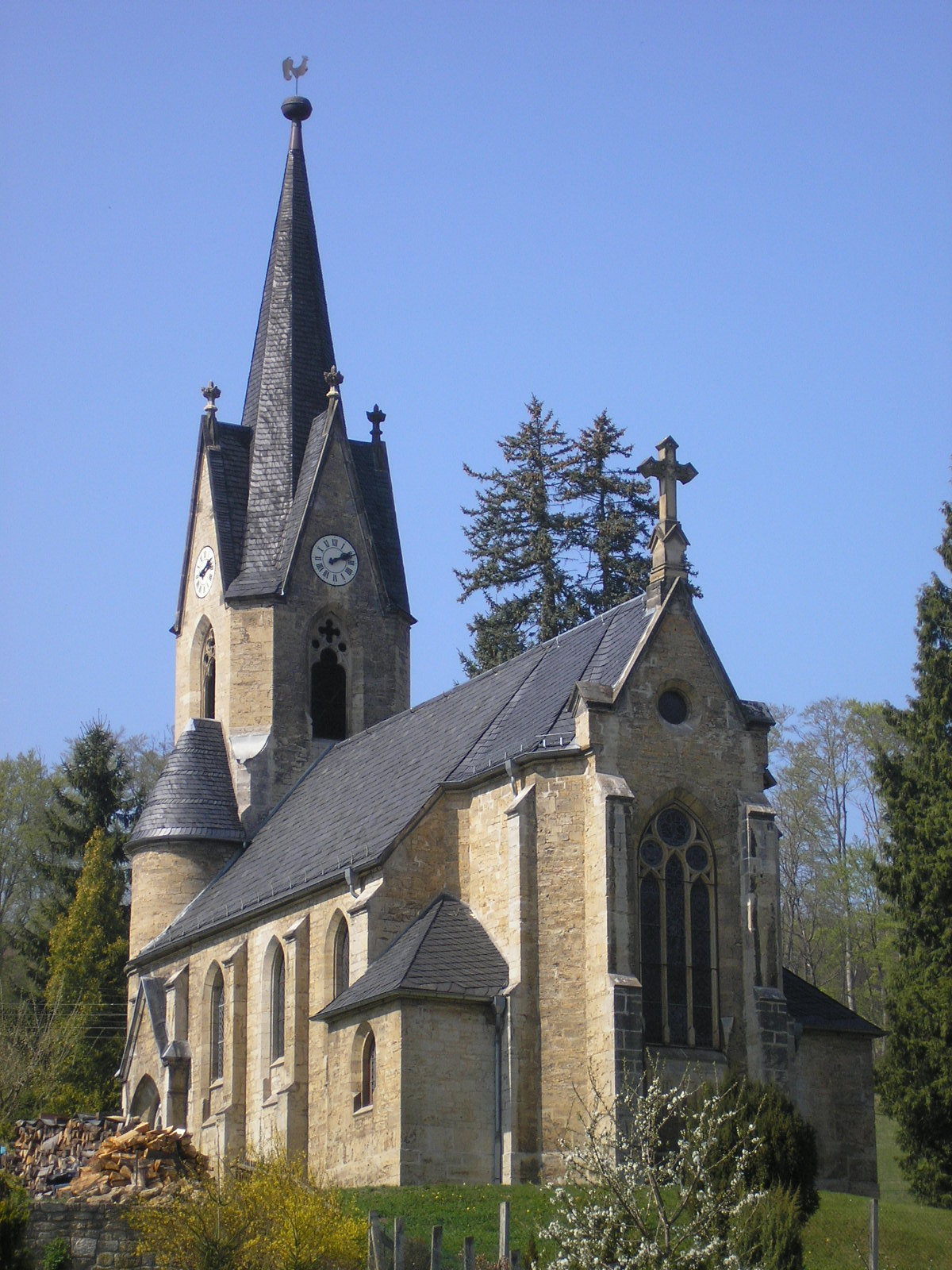
Kirche

Die erste urkundliche Erwähnung der Tautenburg geht auf das Jahr 1223 zurück. Sie gelangte vor 1232 in den Besitz der Schenken von Vargula. Hier siedelte bis 1640 eine Nebenlinie der Schenken, die sich nach der Tautenburg benannten. Wann sich eine erste dörfliche Ansiedlung unterhalb der Burg ausbildete, ist unbekannt, doch vermutlich geschah dies bald nach der Anlage der Burg. Die Burg und den angrenzenden Wald erhielten zunächst die Herren von Lobdeburg-Saalburg als Aftervasallen des Reiches zu Lehen. Als Hartmann IV. von Lobdeburg-Saalburg ohne männlichen Erben verstarb, übertrug Kaiser Friedrich II. das Reichslehen 1243 den Tautenburger Schenken.
Der Name Tautenburg geht wahrscheinlich auf den Erbauer/Vorbesitzer der Burg, Tuto von Hausen, zurück (Hausen, Burgruine zwischen Tautenburg und Bürgel), der sich auch Tuto von Tutinburg nannte. Dieser Tuto ist wahrscheinlich ein Lehnsmann der Herren von Lobdeburg gewesen, die die Herrschaft Tautenburg vor den Schenken vom Reich zu Lehen hatten.
Die Burg Tautenburg gehörte zu einer Kette von Reichsbesitz, der sich entlang der alten Heerstraße von Erfurt nach Altenburg befand. Befestigte Anlagen, wie Kapellendorf, Lehesten, Hainichen, Dornburg, Tautenburg, Schkölen usw. lagen an dieser Straße.
Entlang des Gleistales auf den Hochlagen vom Tautenburger Forst standen im Mittelalter kleinere Burgen oder Befestigungsanlagen zum Schutz der im Tal verlaufenden Handelsstraße aus Richtung Erfurt über die Saalefurt bei der Wüstung Hummelstedt (noch 1209 erwähnt) in Richtung Bürgel–Gleisefurt nach Nürnberg oder Altenburg. Es waren die Burgstellen Bonzig (im Flurteil Bonsig), Mönchskuppe (nördlich von Graitschen bei Bürgel im Flurteil Münchenholz), Hausen (über dem Teufelsgrund bei Poxdorf) und Goldberg (südwestlich von Hohendorf).
Es gab im Ort ein Schloss, das 1482 von Burkhard Schenk von Tautenburg erbaut wurde. In dieser Burg starb der letzte derer von Tautenburg, Christian Schenk von Tautenburg am 3. August 1640. Er musste zuvor mit ansehen, wie seine 22-jährige Gemahlin, eine Gräfin Reuß, und seine Kinder am 25. November 1631 starben und am 12. Mai 1638 sein Schloss in Frauenprießnitz in Flammen aufging. Das hiesige Schloss wurde 1780 abgetragen und seine Steine und Gebäudeteile für den Neubau des Frauenprießnitzer Schlosses verwandt.
Nach dem Aussterben des Hauses der Schenken von Tautenberg 1640 kamen Burg und Ort Tautenburg in den Besitz der albertinischen Wettiner und entwickelten sich zum Zentrum eines großen Wirtschaftsgebietes (Amt Tautenburg, 1703: 17 Dörfer mit 389 Höfen, 3 Wüstungen und 6 Freigütern). 1780 wurde für den Bau des Justiz- und Rentamtes in Frauenprießnitz die Burg abgerissen und das Baumaterial dort verwendet. Nur der Bergfried blieb erhalten. Damit wechselte auch der Verwaltungssitz nach Frauenprießnitz. Mit der beim Wiener Kongress 1815 erfolgten Abtretung des königlich-sächsischen Amts Tautenburg an Preußen wurde das Amt aufgelöst. Im Juni 1815 kam Tautenburg mit dem Hauptteil des ehemaligen Amts an das Großherzogtum Sachsen-Weimar-Eisenach und wurde 1822 dem Amt Bürgel angegliedert. 1850 kam der Ort zum Verwaltungsbezirk Weimar II (ab 1868: Verwaltungsbezirk Apolda) des Großherzogtums. Seit 1920 gehört Tautenburg zum Freistaat Thüringen.
Gegen Ende des 19. Jahrhunderts wurde die Region um Tautenburg als Erholungsgebiet erschlossen und auch einige Prominente verweilten in Tautenburg, so Friedrich Nietzsche, Max Reger und Ricarda Huch.
Nach dem Zweiten Weltkrieg wurden eine LPG sowie ein holzverarbeitender VEB gegründet. Auch entstand ein Erholungslager für Arbeiter eines Braunkohletagebaus. Ab 1960 wurde hier das Karl-Schwarzschild-Observatorium der Akademie der Wissenschaften der DDR aufgrund der guten Beleuchtungsbedingungen im Umfeld von Tautenburg errichtet.

## Sehenswürdigkeiten
Überregional bekannt geworden ist Tautenburg und der Tautenburger Wald durch die Errichtung der Thüringer Landessternwarte (Karl-Schwarzschild-Observatorium) im Jahr 1960.
Eine weitere Sehenswürdigkeit ist die Burgruine Tautenburg. Tautenburg ist U-förmig um den Burgberg angelegt.
Die evangelische Petrus-Johannes-Kirche wurde 1882/83 als Ersatz für einen älteren Vorgängerbau im neugotischen Stil errichtet.
Am 4. April 1986 beim Abriss eines alten Stallgebäudes im Gehöft Nr. 5 wurde der Mahlschatz von Tautenburg (ein bäuerlicher Brautschmuck) gefunden. Er ist im Museum der Leuchtenburg ausgestellt.

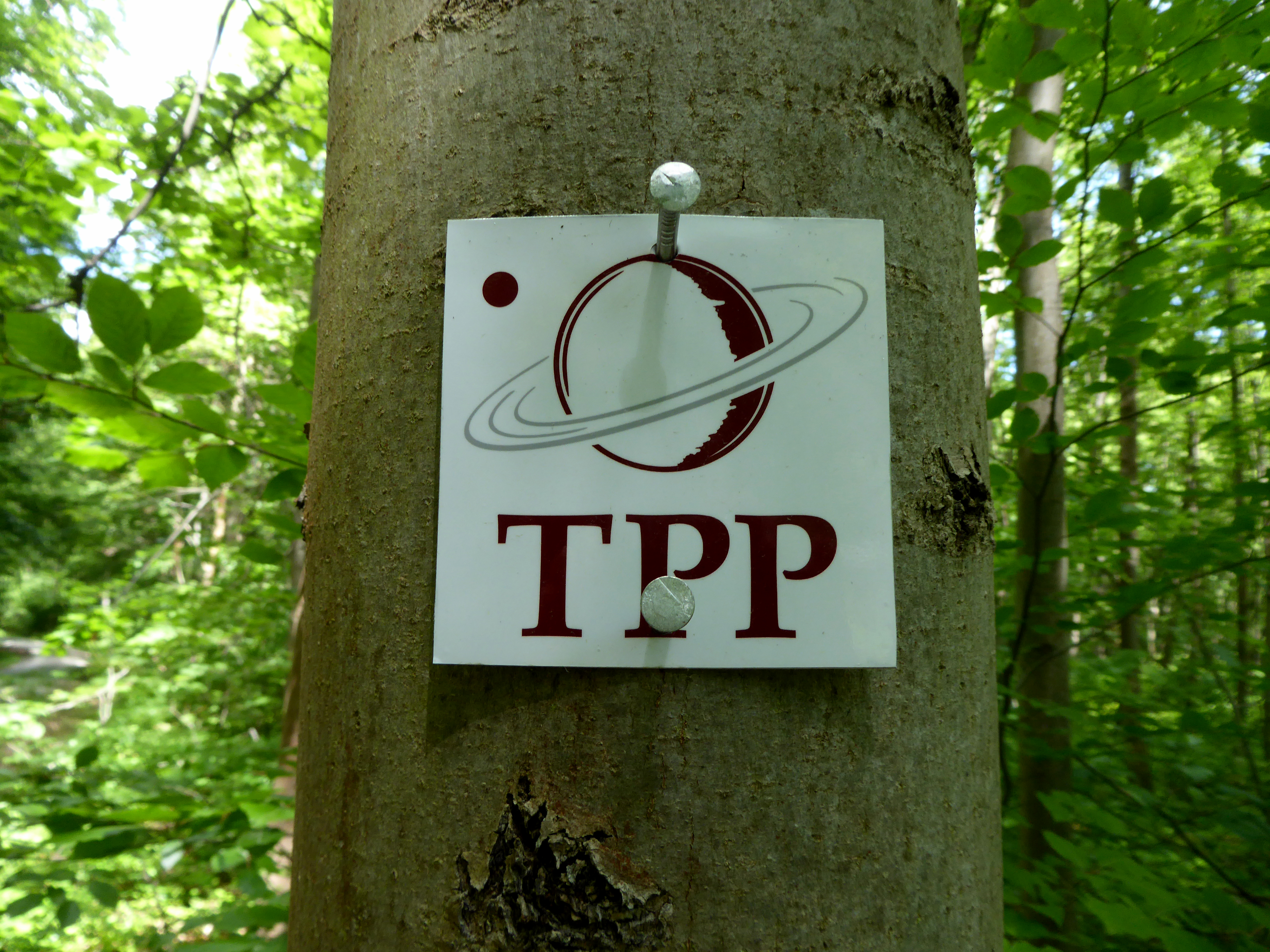
Logo Tautenburger Planetenpfad

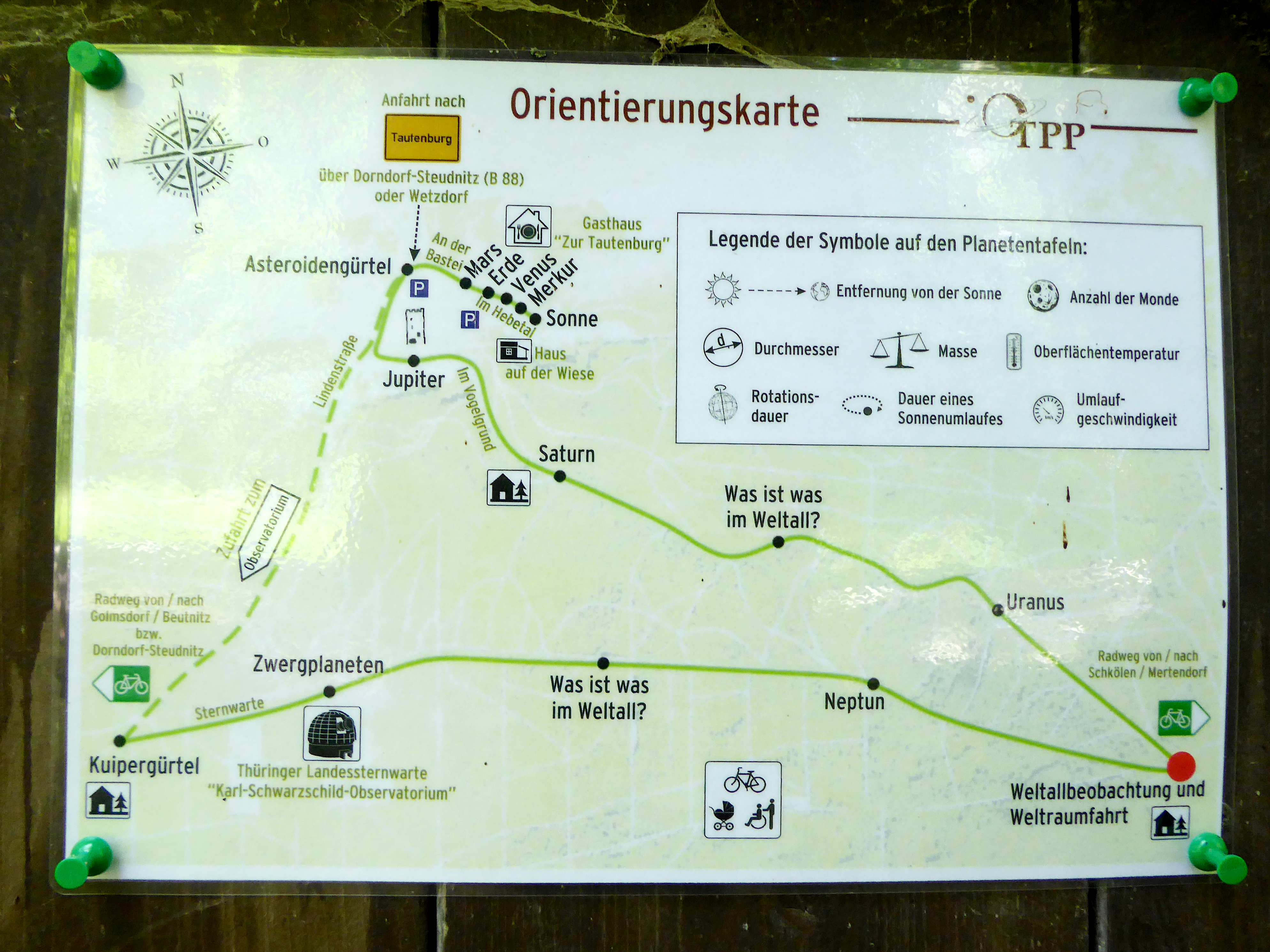
Übersichtskarte des Tautenburger Planetenpfades

Der Asteroid (2424) Tautenburg trägt ab dem Entdeckungsjahr 1973 den Namen Tautenburg, die Bekanntgabe der Benennung erfolgte 1983.
Der ca. 8 km lange Tautenburger Planetenpfad, ein Rundwanderweg, wurde am 16. November 2019 begonnen und 2020 fertiggestellt.

## Persönlichkeiten

### Ehrenbürger
- Gerhard Schaumann (* 1927), Autor

### Sohn des Ortes
- Johann Gottlieb Tielke (* 2. Juli 1731 auf dem Schloss in Tautenburg; † 6. November 1787 in Freiberg), kurfürstlicher sächsischer Hauptmann[14]

### Weitere Persönlichkeiten, die vor Ort gewirkt haben
- Hermann Otto Stölten (* 26. Februar 1847 in Holm; † 21. Juni 1928 in Gerstungen) Pfarrer, Heimatforscher und Mitbegründer des Verschönerungsvereins sowie Initiator zum Bau der neuen Kirche in Tautenburg im Zeitraum 1878–1886.[15]
- Friedrich Nietzsche (* 15. Oktober 1844 in Röcken bei Lützen; † 25. August 1900 in Weimar) Er lebte im Jahre 1882 zwei Monate mit der Russin Lou von Salomé als Sommerfrischler bis zum 27. August in Tautenburg.[16] Der damalige Tautenburger Pfarrer Hermann Otto Stölten hat sich in seiner Autobiographie kritisch über das ungleiche Besucherpaar Nietzsche und Salomé und ihr Auftreten in Tautenburg geäußert.[17]
- Hans Walter Conrad Veidt (* 22. Januar 1893 in Berlin; † 3. April 1943 in Hollywood, Kalifornien) war ein deutscher Schauspieler und weilte 1909 als Sommerfrischler in Tautenburg.[18]
- Joachim Ringelnatz (* 7. August 1883 in Wurzen; † 17. November 1934 in Berlin, eigentlich Hans Gustav Böttcher) war oft als Kind mit seinen Eltern und Geschwistern nach Tautenburg in die Sommerfrische gekommen. Am 15. Januar 1909 erinnert er sich in einem Brief an seine Schwester an Tautenburg und an die Muschelkalkhänge.[19]
- Ricarda Huch (* 18. Juli 1864 in Braunschweig; † 17. November 1947 in Schönberg (Taunus)), Schriftstellerin und Historikerin, lebte vom 20. März bis 21. Mai 1945 infolge der Bombardierung Jenas in Tautenburg.[20]